# Trusted Computer System Evaluation Criteria
Pour les articles homonymes, voir Orange Book (homonymie).
Les Trusted Computer System Evaluation Criteria, expression abrégée en TCSEC, sont un ensemble de critères énoncés par le département de la Défense des États-Unis qui permettent d'évaluer la fiabilité de systèmes informatiques centralisés.

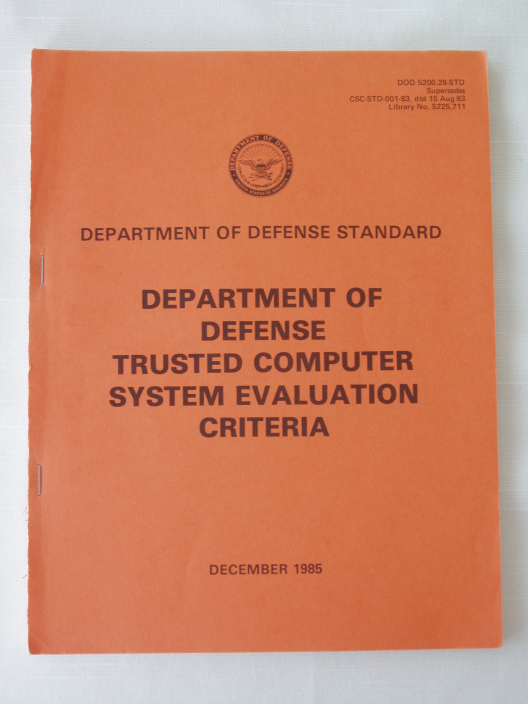
Couverture d’un Orange Book de 1985.

On parle parfois de l'Orange Book (livre orange), d'après la couverture du livre.
Il s'agit d'un cahier des charges définissant quatre degrés de sécurité, de A à D ; A étant le niveau le plus sécurisé. En général, le niveau C2 est suffisant.
Ce document est l'une des pièces centrales des 33 Rainbow Books édités entre 1983 et 1993, qui font l'objet de plusieurs standards dans le domaine de la sécurité informatique.

## Exemples
- Le micro-noyau Mach satisfait le niveau B3.